# Crystal Palace F.C. (1861)
Crystal Palace Football Club – angielski klub piłkarski, założony w 1861 a wielu jego oryginalnych graczy było członkami Crystal Palace Cricket Club założonego w 1857 roku. Drużyna grała na części Crystal Palace Cricket Ground, a następnie na polu za pubem Crooked Billet.. Oryginalne stroje klubu to koszule w biało-niebieskie poprzeczne pasy oraz granatowe spodenki. Klub został rozwiązany.

## Historia
W tamtym czasie zasady gry w piłkę nożną nie były jednoznaczne, a podczas meczów zazwyczaj panował chaos. W 1863 roku jednak, przedstawiciele nowo powstałych klubów piłkarskich (w tym Crystal Palace) na spotkaniu w Freemasons' Tavern przy Long Acre Street w Londynie, utworzyli Związek Piłkarski (ang. Football Association) i przyjęli zasady gry w piłkę nożną.
Członkowie klubu walnie przyczynili się do rozwoju Związku w latach 1864-1868, a jeden z nich - James Turner - był jego skarbnikiem.
W 1871 Football Association zorganizowało turniej o Puchar Anglii, a Crystal Palace był jednym z 15 zespołów, które przystąpiły do 1. edycji; zespół dotarł do półfinału, gdzie przegrał 0:3 z Royal Engineers, jednym z najlepszych zespołów tamtych lat. Pierwszym historycznym zwycięzcą turnieju został inny londyński zespół Wanderers, a przedstawiciel zarządu Crystal Palace Douglas Allport źródłowe pierwsze w historii trofeum.
Crystal Palace przystępował do rozgrywek o Puchar w kolejnych czterech sezonach, grając także mecze towarzyskie przeciwko innym londyńskim drużynom. Ostatecznie klub został rozwiązany w 1876 roku, prawdopodobnie z powodu braku obiektu. Ostatni zarejestrowany mecz był przeciwko Barnes FC w dniu 18 grudnia 1875 r.

## Piłkarze, którzy wystąpili dla reprezentacji

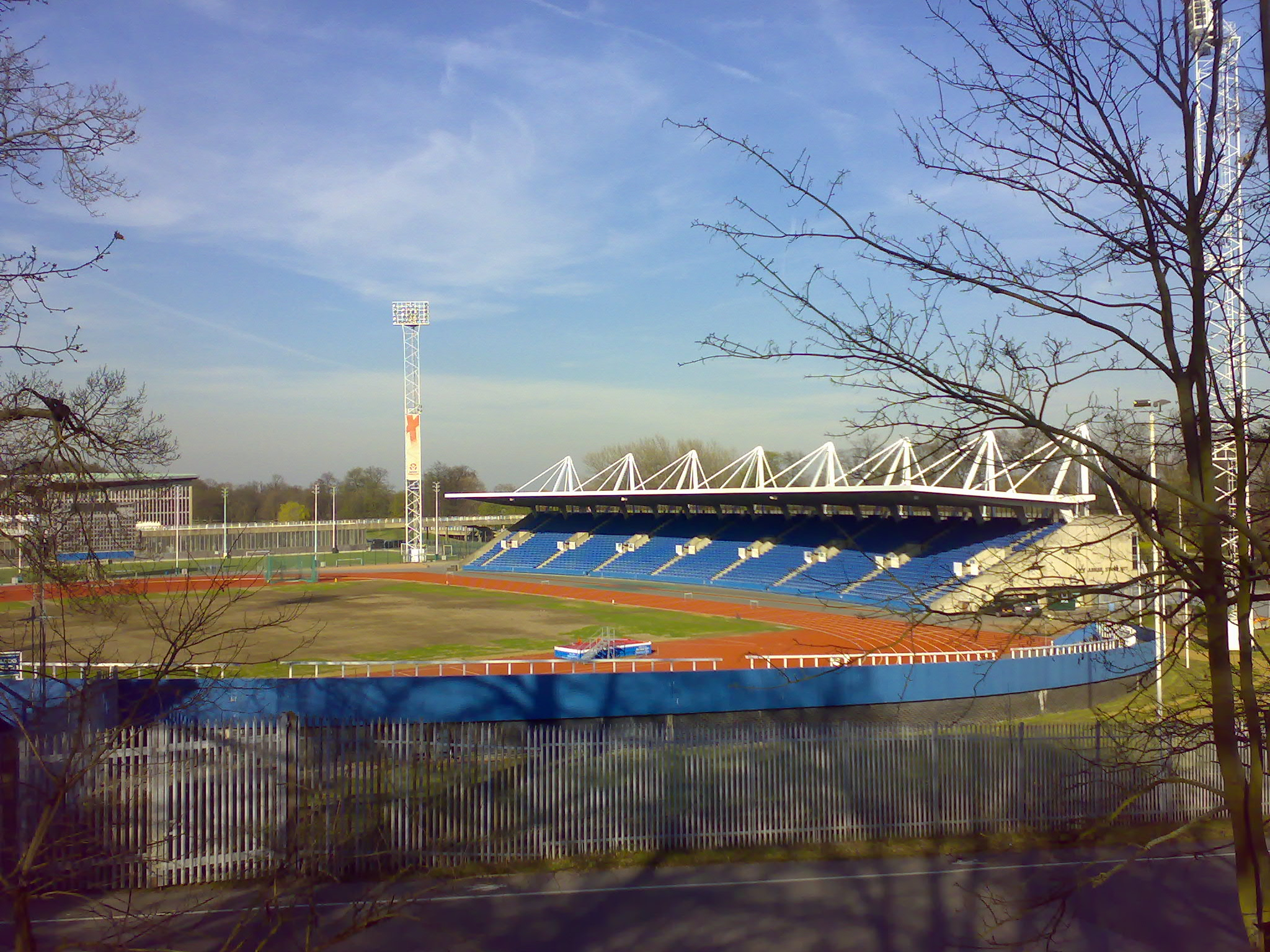
Crystal Palace National Sports Center dzisiaj - miejsce 21 finałów Pucharu Anglii. Pierwszy CPFC grał po drugiej stronie parku na boisku do krykieta

30 listopada 1872 doszło do pierwszego w historii meczu międzypaństwowego. Reprezentacja Anglii spotkała się na Hamilton Crescent w Partick, w obecności 3000 widzów, ze Szkocją. Na to spotkanie powołanych zostało dwóch piłkarzy klubu - napastnik Charles Chenery oraz bramkarz Alexander Morten. Chenery zagrał cały mecz zaś Morten nie mógł wystąpić z powodu kontuzji.
Do rewanżu doszło 8 marca 1873 roku. Na Kennington Oval w Londynie Anglia pokonała Szkocję 4:2. Morten wystąpił w tym spotkaniu jako kapitan, zaś Chennery, który zaliczył w sumie 3 występy w kadrze, zdobył jedną z bramek. 
W reprezentacji Anglii wystąpiło jeszcze dwóch innych piłkarzy Crystal Palace: bramkarz Arthur Savage i napastnik Charles Smith. Obydwaj zagrali w przegranym 0:3 meczu ze Szkocją na Hamilton Crescent w Partick, 4 marca 1876.
W późniejszym okresie Morten i Chennery byli członkami Football Association.

## Wyniki klubu w Pucharze Anglii
Crystal Palace wystąpił w pięciu edycjach Pucharu Anglii. Najlepszym osiągnięciem zespołu było dotarcie do półfinału tych rozgrywek w 1872 roku.

### 1. edycja - (1871-1872)
| 11 listopada 1871 | Crystal Palace | 0:0 | Hitchin | 1. runda |
|                   |                |     |         |          |

| 16 grudnia 1871 | Crystal Palace | 3:0 | Maidenhead | 2. runda |
|                 |                |     |            |          |

| 20 stycznia 1872 | Wanderers | 0:0 | Crystal Palace | 3. runda |
|                  |           |     |                |          |

| 17 lutego 1872 | Royal Engineers | 0:0 | Crystal Palace | Półfinał - Kennington Oval, Londyn |
|                |                 |     |                |                                    |

| 9 marca 1872 | Royal Engineers | 3:0 | Crystal Palace | Półfinał - Kennington Oval, Londyn |
|              |                 |     |                |                                    |

### 2. edycja - (1872/1873)
| 26 października 1872 | Oxford University | 3:2 | Crystal Palace | 1. runda |
|                      |                   |     |                |          |

### 3. edycja - (1873-1874)
| 9 października 1873 | Swifts | 1:0 | Crystal Palace | 1. runda |
|                     |        |     |                |          |

### 4. edycja - (1874-1875)
| 14 listopada 1874 | Crystal Palace | 3:2 | Cambridge University | 1. runda |
|                   |                |     |                      |          |

| 21 listopada 1874 | Cambridge University | 2:1 | Crystal Palace | 1. runda (powtórka) |
|                   |                      |     |                |                     |

### 5. edycja - (1875-1876)
| 6 listopada 1875 | 105th Regiment | 0:0 | Crystal Palace | 1. runda |
|                  |                |     |                |          |

| 20 listopada 1874 | Crystal Palace | 3:0 | 105th Regiment | 1. runda (powtórka) |
|                   |                |     |                |                     |

| 11 grudnia 1874 | Wanderers | 3:0 | Crystal Palace | 2. runda |
|                 |           |     |                |          |